# Baruch College

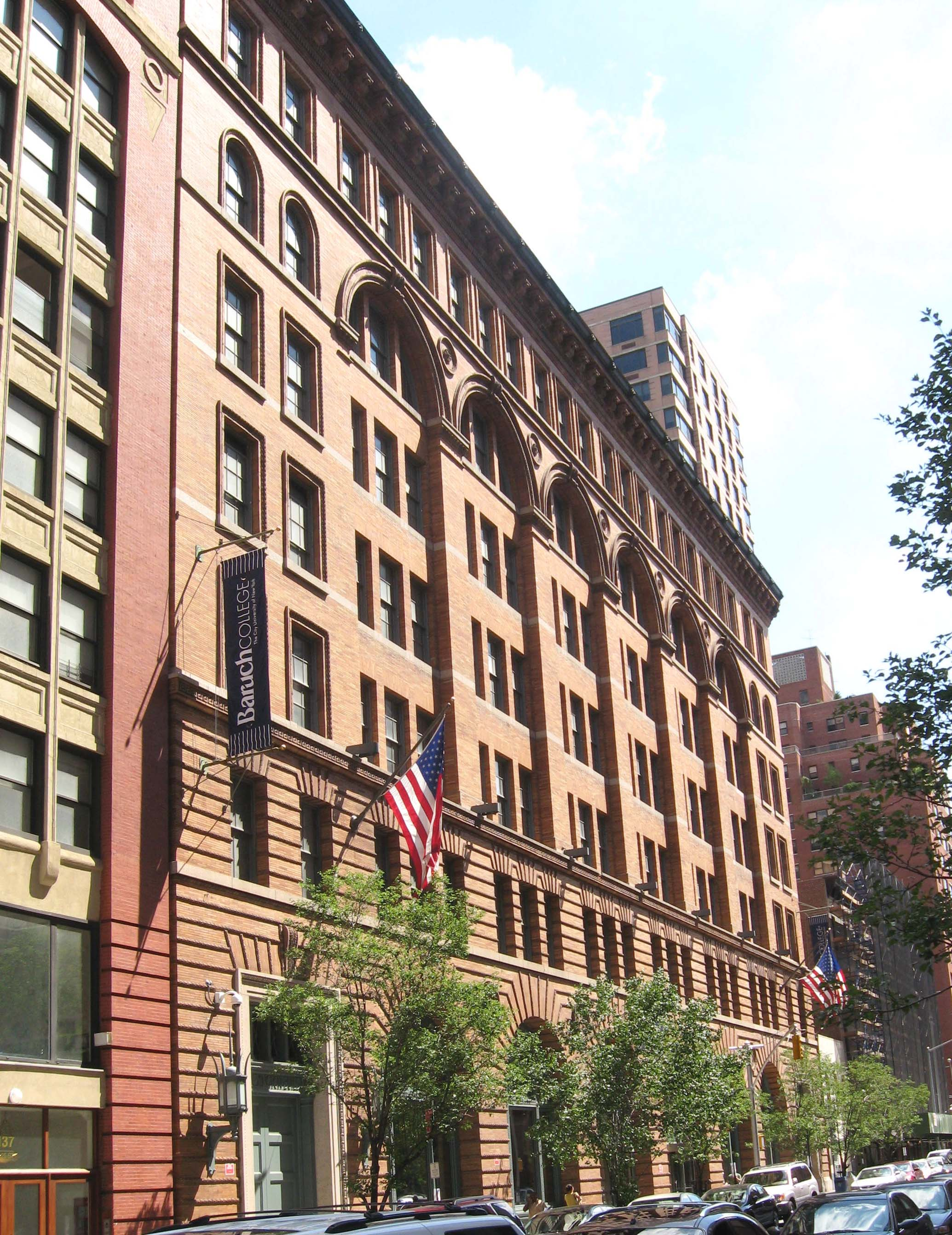
Newman Library – biblioteka

Baruch College (Bernard M. Baruch College) – założony w 1919 r. uniwersytet publiczny w Nowym Jorku. Baruch College jest członkiem City University of New York (CUNY), tzn. Uniwersytetów Miasta Nowy Jork. Usytuowany jest na Alei Lexington w dzielnicy Flatiron/Gramercy Park. 
Baruch College jest znany przede wszystkim z największej szkoły biznesowej w Stanach Zjednoczonych, Zicklin School of Business.

## Rankingi
- W rankingu "America's Best Colleges 2010" wydanym przez U.S. News & World Report Baruch College osiągnął 6-ste miejsce wśród uczelni publicznych[1].
- Baruch College jest uznawany za uczelnię w pierwszych 10% najlepszych szkół wyższych w Stanach Zjednoczonych według The Princeton Review. Był uznany za jedną z najbardziej wartościowych uczelni w 2008 roku, a w 2009 roku był zaliczony do "Best Graduate Schools" i "Best Business Schools"[2].
- Baruch College zdobył ex aequo 2-gie miejsce z Uniwersytetem Harvarda w kategorii "liczba absolwentów w setce najbardziej wpływowych osób na świecie w dziedzinie księgowości".
- Baruch MBA Program zdobył tytuł „M.B.A.s With Most Financial Value at Graduation” uznany przez US News & World Report w 2010 roku[3].
- The Undergraduate business programs osiągnęły 2 miejsce w rejonie New York-New Jersey, i 33 miejsce w całych Stanach Zjednoczonych. (U.S. News & World Report, "America's Top Colleges 2009").

## Znani studenci
- Abraham Beame – burmistrz Nowego Jorku
- Ralph Lauren – założyciel marki Polo Ralph Lauren
- Jennifer Lopez – piosenkarka i aktorka
- Jonas Salk – wynalazca szczepionki przeciwko wirusowi polio